# Shaun Francis
Shaun Francis (Mandeville, Jamaica, 2 de octubre de 1986) es un exfutbolista jamaicano que jugaba en la posición de defensa.

## Carrera

### Club
| Periodo   | Club                 | Apariciones | Goles |
| --------- | -------------------- | ----------- | ----- |
| 2008      | Indiana Invaders     | 2           | 0     |
| 2009      | Thunder Bay Chill    | 12          | 3     |
| 2010–2012 | Columbus Crew        | 28          | 0     |
| 2013      | Charlotte Eagles     | 12          | 3     |
| 2013      | Chicago Fire SC      | 1           | 0     |
| 2014–2017 | San Jose Earthquakes | 69          | 0     |
| 2017      | Montreal Impact      | 6           | 0     |
| 2018–2019 | Louisville City FC   | 32          | 0     |

### Selección nacional
Debutó con Jamaica el 10 de octubre de 2010 en un partido amistoso ante Trinidad y Tobago y su primer gol internacional lo anotó el 29 de noviembre de 2010 en la victoria por 2-0 sobre Guadalupe en Martinica por la Copa del Caribe de 2010.
Jugó 11 partidos internacionales y anotó tres goles.
| No | Fecha                   | Sede                                                    | Rival     | Marcador | Resultado | Torneo                                        |
| -- | ----------------------- | ------------------------------------------------------- | --------- | -------- | --------- | --------------------------------------------- |
| 1. | 29 de noviembre de 2010 | Stade En Camée, Rivière-Pilote, Martinica               | Guadalupe | 1–0      | 2–0       | Copa del Caribe de 2010                       |
| 2. | 11 de octubre de 2016   | Leonora Stadium, Leonora, Guyana                        | Guyana    | 3–2      | 4–2       | Clasificación para la Copa del Caribe de 2017 |
| 3. | 20 de julio de 2017     | University of Phoenix Stadium, Glendale, Estados Unidos | Canadá    | 1–0      | 2–1       | Copa de Oro de la Concacaf 2017               |

## Logros
- USL Cup (1): 2018[10]